# Madasphecia
Madasphecia là một chi bướm đêm thuộc họ Sesiidae.

## Các loài
- Madasphecia griveaudi (Viette, 1982)
- Madasphecia puera (Viette, 1957)